# 島崎信長
島崎信長（日语：／ Shimazaki Nobunaga，1988年12月6日—），日本男性聲優。隸屬於青二Production。出身於宮城縣。

## 經歷
- 因為憧憬給《新機動戰記GUNDAMW》希洛·唯和《命運傳奇》里歐·馬格那斯配音的綠川光，把聲優作為自己的目標。媽媽建議去參加試鏡累積一些經驗，然後去挑戰一些自認目前沒能達到期望的戲劇。由于這些使其下定了決心。
- 2009年出演《動物偵探奇魯米》的地井速人出道。2012年1月飾演《在盛夏等待》的霧島海人是第一次主演動畫。之後出演了《TARI TARI》的田中大智、《只要妳說妳愛我》的中西健志等，主要角色的出演增加了。
- 在2013年3月2日發表的第7回聲優Awards上拿到新人男優賞。[2]
- 在2021年3月6日發表的第15回聲優Awards上拿到助演男優賞。

## 人物
- 瘦瘦高高的身形。
- 中學時因為喜歡動畫網球王子而參加了軟式網球部，是軟式網球部部長和學生會會長，高中時期隸屬吹奏樂部，是樂隊的主唱。
- 網球王子中喜歡的角色是跡部景吾，喜歡的程度是會在自己推特上幫他慶生的程度。
- 「信長」名字的由來不是因爲父母喜歡战国武將，是曾祖母拜托命名師取名，然後才得到了這個名字。
- 由於名字的關係，基本上沒有其他別稱。
- 是家中的長男，有一個妹妹和一個弟弟。
- 配音的聲線，有乾淨的男聲，及輕浮懶散（變態）的聲線，時常配役男友力微妙的男生。
- 擅長料理，目前推特上的頭像是自己烤的蛋糕，曾經烤蛋糕送給分送給同事務所的夥伴。
- 是聲優圈知名的LoveLive!教徒，推花陽，買了花陽的抱枕放在推特上，被杉田智和吐槽好像少了甚麼，信長回了：是少了白米吧！
- 是聲優圈知名的課金魔人，把配F/GO賺來的錢全部都花在抽牌上了，曾經說過此身為課金所成。（但最近被他推坑的聲優如中村悠一、植田佳奈、早見沙織等有超越他的「悲慘」趨勢，尤其是中村悠一。中村甚至課金課到瘋狂，但運氣差到在推特自稱「非洲大酋長」，結果反被島崎取笑。另一個被推坑的聲優前輩川澄綾子運氣比島崎和中村悠一來的好。）

## 好友
- 基本上和誰都合得來，和同輩的聲優處的不錯，對聲優前輩綠川光、藤原啟治、松風雅也、石川英郎、鈴木達央與櫻井孝宏則是抱著敬意。
- 笑容十分燦爛和溫暖，被其他人認為最大的魅力來自他的笑容，多數人像是花江夏樹和江口拓也等親友對信長的第一印象都是親切，會很主動的搭訕對方（但似乎對女性不擅長，自稱不知道要怎麼拿捏距離）。
- 雖然與松岡祯丞不隸屬同個事務所，但兩人關係很好，好得被鈴木達央等各種前輩吐槽：「你們絕對在交往吧！」工作和聚會的樣子多次在松岡的博客上出現，信長本人也成為了松岡與愛衣廣播節目中的空氣來賓。
- 非常羨慕石川界人的肌肉，和佩服他會很認真地去運動（Free!廣播中的空氣來賓），曾經信長和他與松岡祯丞一起去滑雪，松岡選了高難度的滑坡因此嚇得半死，然後信長本人非常得意的表示自己猜到會這樣，根本沒有離開飯店，後來終於去滑雪，卻非常笨拙，對於那時候一直安慰加保護他的界人，覺得很心動。
- 十分喜歡很關照自己的前輩鈴木達央，十分熱情而且經常黏在附近周圍轉轉，而且多次在合作出演的廣播裡進行感謝的表白，被鈴木達央稱為是一隻忠犬，每年都會在推特上祝福達央，近來，兩人的關係也從前輩後輩逐漸變好，會去對方家過夜玩遊戲。
- 在Free!的廣播radio裡面收錄期間兩次無故在椅子上面摔下來了，被鈴木達央和宮野真守吐槽「從椅子上摔下來的信長君到底有多可愛」和「天然呆萌」。
- 因為動畫Free!開始訓練肌肉。買了分別引體上升和訓練小腿肌肉的訓練器，後來因為開始去健身室所以丟掉了引體上升的儀器，被代永翼和平川大輔說「魅力點絕對是有錢」和「土豪」。
- 和下野紘共同主持廣播節目至今，由於下野紘所屬的事務所也是I'm Enterprise（鈴木達央及松岡也是），故時常被吐槽青二和I'm Enterprise是打包販售。
- 與Kis-My-Ft2的宮田俊哉是好友關係。
- 和所屬彩虹社的Vtuber「叶」、「葛葉」關係良好。

## 演出作品
- 粗體字為主要角色

### 電視動畫
2009年
- 動物偵探奇魯米（地井速人）
- 怪談餐館（少年）
- 戰場女武神（ヘルバート・ニールセン）

2010年
- Angel Beats!（NPC男A、公會員B、戰線成員A、乘客B）
- BB戰士三國傳（孫權GUNDAM、烏丸兵）
- 逆转监督（矢野真吾、小室、ETU事務員）
- 侵略！花枝娘（幽靈2、男、男B）
- 世紀末超自然學院（男學生）
- 妖怪少爺（鼠妖怪、妖怪、傳令）
- 薄樱鬼（羅刹、侍）
- 薄樱鬼 碧血錄（兵）
- 变身！公主偶像（大哥哥）#32
- 嬌蠻貓娘大橫行（男學生A）
- 熱拳本色1 影道編（影道拳擊手）

2011年
- 異國迷宮的十字路口（青年3）
- 快盜天使雙胞胎（警備員B、店員、客男E）
- 灼眼的夏娜III（Final）（獰暴之鞍 歐洛巴斯）
- SKET DANCE（平泉英一）
- 世界一初戀（編輯者、來賓）
- 世界一初戀2（編輯）
- 迷糊軟網社（白玉男子A）
- 幸福光暈〜hitotose〜（男）
- 妖怪少爺～千年魔京～（妖怪、陰陽師、手之目）
- 爆丸3狩獵保衛者（少年）
- Battle Spirits 霸王（安東尼·史塔克）
- 花開物語（學生A、學生B、學生G）
- Fate/Zero（暗殺者）
- 便·當（學生A、一年生）
- ONE PIECE（男、山賊、住人、達坦的部下、納古力的部下、海賊、革命戰士、村人、海兵、部下、亞普部下、騎士團、工作人員、格列佛的部下）

2012年
- 在盛夏等待（霧島海人）
- 黑子的籃球（櫻井良）
- TARI TARI（田中大智）
- 戀愛與選舉與巧克力（夜雲的SP之2）
- PSYCHO-PASS（清掃作業員）
- 女子落（歌舞伎者3）
- 只要妳說妳愛我（中西健志）
- 聖鬥士星矢Ω（學生）
- 零之使魔F（副官）
- 戰姬絕唱SYMPHOGEAR（觀眾2）
- 少年同盟2（柳）
- 出包王女DARKNESS（男學生）
- 偵探歌劇 少女福爾摩斯 第2幕（男學生）
- 襲來！美少女邪神（宇宙人）
- 最強學生會長 異常（牛深柄春）
- 輪迴的拉格朗日（木崎圭、海田正明）
- 輪迴的拉格朗日 season2（木崎圭）

2013年
- 我女友與青梅竹馬的慘烈修羅場（男學生B）
- 琴浦小姐（男學生）
- 櫻花莊的寵物女孩（姬宮伊織、新學生會長）
- Little Busters!（足球社隊長）
- 斷裁分離的罪惡之剪（鳴門小太郎）
- 科學超電磁砲S（不良）
- 約會大作戰（五河士道）
- 戀曲寫真（前田一也）
- Free!（七瀨遙）
- 鑽石王牌（降谷曉）
- 銀之匙 Silver Spoon（相川進之介）
- 黑子的籃球 第2季（櫻井良）
- 歸宅部活動記錄（實況）

2014年
- 信長之槍（聖雄·甘地）
- BUDDY COMPLEX（塔基姆·瓦西里）
- 愚者信長（織田·信勝）
- 銀之匙 Silver Spoon 第二季（相川進之介）
- pupa（長谷川現）
- 健全機鬥士（真玉橋孝一）
- 即使如此世界依然美麗（里維斯一世）
- 約會大作戰II（五河士道）
- Free!-Eternal Summer-（七瀨遙）
- GLASSLIP（井美雪哉）
- 寄生獸 生命的準則（泉新一）
- 狼少女和黑王子（木村良人[3]）
- 我家浴室的现况（龙己）
- 我，要成為雙馬尾（觀束總二、罪惡魔蟹）

2015年
- 蒼穹之戰神 EXODUS（御門零央）
- 鑽石王牌 -SECOND SEASON-（降谷曉）
- 御神樂學園組曲（二宮時雨）
- 俺物語！！（砂川誠）
- 吸血鬼福爾摩斯（哈德遜）
- 境界觸發者（修斯）
- 創聖機械天使LOGOS（灰吹陽）
- 枕男子（笹山直央）

2016年
- 春太與千夏～春太與千夏共度青春～（馬倫·清）
- Active Raid－機動強襲室第八課－（黑騎猛）
- 少女們向荒野進發（菊池老師）
- 暗殺教室 第2期（二代死神）
- 夢幻之星Online2 The Animation（茅野浩太）
- 虹色時光（片倉惠一）
- 灰與幻想的格林姆迦爾（馬納多）
- 少年女僕（鷹取圓）
- 制約之絆（由多次人）
- 吸血鬼僕人（利希特·杰基爾蘭德·轟）
- 半田君傳說（半田清）
- Active Raid－機動強襲室第八課－ 2nd（黑崎猛）
- 齊木楠雄的災難（海藤瞬）
- ALL OUT!!（月中幸太郎）
- 機動戰士GUNDAM_鐵血的孤兒 第二期（伊歐古·庫贊）
- 我太受歡迎了，該怎麼辦？（六見遊馬）
- Classicaloid（神樂奏助）
- Fate/Grand Order -First Order-（藤丸立香）

2017年
- 時間飛船24（藤原道長）
- 人渣的本願（栗屋麥）
- 蠟筆小新（上里杉男、帥哥王子）
- 高校星歌劇 第2期（揚羽陸[4]）
- 青春歌舞伎（丹羽花滿[5]）
- 情色漫畫老師（獅童國光）
- 數碼暴龍宇宙-應用怪獸（雲龍寺奈特）
- 貓貓日本史（千里、弗比萊·韓、德川家定）
- 梵諦岡奇蹟調查官（湯瑪斯·西美昂神父）
- 將國戡亂記（奧爾罕）
- 黑色五葉草（尤諾）
- 戰刻夜血（明智光秀）
- 牙狼〈GARO〉-VANISHING LINE-（路克）
- 泥鯨之子們在沙地上歌唱（蘇澳）
- 18if（月城遙人）
- Fate/Grand Order-MOONLIGHT/LOSTROOM-（藤丸立香）
- Fate/Grand Order X 冰室的天地～7位最強偉人篇～（藤丸立香）

2018年
- 伊藤潤二驚選集（北脇治彥）
- 霸穹 封神演義（普賢真人）
- 博多豚骨拉面团（緋狼）
- 貓貓日本史（德川慶喜(一橋慶喜)、三好政康、重源）
- 齊木楠雄的災難 第2期（海藤瞬）
- 魯邦三世 PART5（八咫烏五郎）
- 罪人與龍共舞（嘉優斯·列維那·索雷爾）
- 刃牙（範馬刃牙[6]）
- 中間管理錄利根川（佐衛門三郎）
- Free!-Dive to the Future-（七瀨遙）
- 我讓最想被擁抱的男人給威脅了。（二宮雪生）
- 刀劍神域 Alicization（尤吉歐）
- 黑色五葉草（初代魔法帝 路米艾爾）
- 齊木楠雄的災難 完結篇（海藤瞬）

2019年
- revisions（張·剴·斯坦納[7]）
- 約會大作戰III（五河士道）
- 魔法水果籃（草摩由希[8]）
- 魔法禁书目录III（欧雷尔斯）
- 彼方的阿斯特拉（謝魯斯·拉克洛瓦[9]）
- 女高中生的虛度日常（青山）
- 警視廳 特務部 特殊兇惡犯對策室 第七課 -特7-（黑真珠）
- 消滅都市（銀翼）
- 高校星歌劇 第3期（揚羽陸）
- 鑽石王牌 actII（降谷曉）
- 實況主的逃脫遊戲【直播中】（驅堂真也）
- 貓貓日本史（源義仲）
- Fate/Grand Order -絕對魔獸戰線巴比倫尼亞-（藤丸立香）
- 魯邦三世 過去的監獄（八咫烏五郎）

2020年
- 排球少年!! TO THE TOP（角名倫太郎）
- 魔法水果籃 第2期（草摩由希）
- 富豪刑事 Balance:UNLIMITED（伊勢崎翔）
- 刀劍神域 Alicization War of Underworld -THE LAST SEASON-（尤吉歐）
- 新櫻花大戰 the Animation （亞瑟）
- 咒術迴戰 （真人）
- 夢夢貓（小黑）
- 阿松第三季（新輕松）

2021年
- 弱角友崎同學（水澤孝弘）
- 境界觸發者 2nd season（休斯）
- ONE PIECE 和之國篇（傑克〈少年時期〉）
- 怪病醫拉姆尼（大友隆晴）
- 真白之音（澤村雪、どっこい）
- 魔法水果籃 The Final（草摩由希）
- 青梅竹馬絕對不會輸的戀愛喜劇（甲斐哲彥、大工）
- 美麗新世界 The Animation（王子英二）
- 轉生成蜘蛛又怎樣！（草間忍）
- 暗夜第六感 2041（霧原直也）
- 三角窗外是黑夜（三角康介）
- VISUAL PRISON 視覺監獄（密斯托·弗萊沃）
- 境界觸發者 3rd season（休斯）
- 魯邦三世 PART6（八咫烏五郎）

2022年
- 佐佐木與宮野（鍵浦昭[10]）
- 相合之物（納野和[11]）
- 作為女主角！～被討厭的女主角與秘密的工作～（柴崎愛藏[12]）
- 約會大作戰IV（五河士道）
- 闇影詩章F（バトルフェンサー）
- 輝夜姬想讓人告白-超級浪漫-（前會長）
- 影宅 -2nd Season-（傑里邁亞、傑瑞米）
- 被勇者隊伍開除的馭獸使，邂逅了最強種的貓耳少女（亞利歐斯）
- 書蟲公主（阿爾弗雷德·伯恩斯坦）
- 聖劍傳說 Legend of Mana -The Teardrop Crystal-（夏羅[13]）
- 後宮之烏（溫螢[14]）
- 森林家族 芙蕾雅的快樂日記（威廉）
- BLUE LOCK 藍色監獄（凪誠士郎[15]）
- Fate/Grand Order 藤丸立香不明白 年末特別篇（藤丸立香、巖窟王 愛德蒙·唐泰斯）

2023年
- 吸血鬼馬上死2（下半身透明）
- 突然降臨的埃及神2（荷魯斯[16]）
- HIGH CARD 至高之牌（歐文·歐迪斯[17]）
- 我內心的糟糕念頭（南条晴矢[18]）
- 東京復仇者 聖夜決戰篇（黑川伊佐那[19]）
- 輝夜姬想讓人告白-永不結束的初吻-（前會長）
- Opus.COLORs 色彩高校星（由羅拓海[20]）
- 屍體如山的死亡遊戲（雜貨殿）
- 公司的小小前輩（秋那千尋[21]）
- 黑暗集會（幻燈河螢多朗[22]）
- 森林家族 芙蕾雅的GO FOR DREAM！（威廉）
- 咒術迴戰 懷玉·玉折 / 澀谷事變（真人[23]）
- 東京復仇者 天竺篇（黑川伊佐那）

2024年
- 弱角友崎同學 2nd STAGE（水澤孝弘[24]）
- 肌肉魔法使-MASHLE- 神覺者候補選拔試驗篇（卡爾多·科西納[25]）
- 輪迴第7次的惡役令孃，在前敵國享受自由自在的新娘生活（阿諾德·海因[26]）
- HIGH CARD 至高之牌 第2期（歐文·歐迪斯[27]）
- 北海道辣妹金古錐（四季翼[28]）
- 福星小子（真吾[29]）
- 我內心的糟糕念頭 第2期（南条晴矢[30]）
- 豬肝記得煮熟再吃（兼人）
- 神明渴求著遊戲。（斐伊[31]）
- 失憶投捕（千早瞬平[32]）
- 約會大作戰V（五河士道[33]、崇宮真士）
- WIND BREAKER—防風少年—（蘇枋隼飛[34]）
- 轉生為第七王子，隨心所欲的魔法學習之路（杰德、基札戮姆[35]）
- 卡片戰鬥!! 先導者 Divinez Season2（藍川久苑[36]）
- 異世界失格（沃爾夫[37]）
- 名偵探柯南（間小吉）
- 敗北女角太多了！（隼斗〈BL廣播劇中的受方〉）
- Acro Trip 頂尖惡路（庫洛馬/玄實庫洛馬[38]）
- 在地下城尋求邂逅是否搞錯了什麼V（赫定·瑟蘭德[39]）
- 村井之戀（春夏秋冬[40]）
- BLUE LOCK 藍色監獄 VS. U-20 JAPAN（凪誠士郎[41]）
- 地。-關於地球的運動-（科爾貝[42]）
- 魔王2099（緋月的爸爸）

2025年
- SAKAMOTO DAYS 坂本日常（朝倉新[43]）
- 金肉人 完美超人始祖篇（五角星人[44]）
- WIND BREAKER—防風少年—（第2期）（蘇枋隼飛[45]）
- 素材採集家的異世界旅行記（タケル[46]）
- SI-VIS: The Sound of Heroes（ソウジ[47]）
- 使人誤解的工房主～關於原英雄隊伍的雜役人員，實際上除了戰鬥能力外全是SSS的故事～（利克特）
- SHIBUYA♡HACHI（旁白）
- 麵包超人（霜淇淋超人）
- 凸變英雄X（魂電 / 楊澄）
- 轉生為第七王子，隨心所欲的魔法學習之路 第2期（杰德）

2026年
- 火喰鳥 羽州破鳶組（彥彌[48]）
- 鑽石王牌 actII Second Season（降谷曉[49]）
- 轉生後的大聖女，極力隱瞞聖女的身分（希里爾·薩瑟蘭[50]）
- 黑貓與魔女的教室（克勞德·席里烏斯[51]）

### OVA
2011年
- 薄樱鬼 雪華錄（隊士、浪士）

2013年
- Free!（七瀨遙）
- 約會大作戰OVA（#13）（五河士道）

2014年
- Free!-Eternal Summer-（七瀨遙）
- 堀與宮村（仙石翔）
- 約會大作戰OVAII（#11）（五河士道）

2015年
- 堀與宮村（仙石翔）

2016年
- 灰與幻想的格林姆迦爾（馬納多）
- 少女們向荒野進發（菊池老師）
- 虹色時光「虹色日和」（片倉惠一）[52]

2018年
- Free!－Dive to the Future－第0話（七瀨遙）
- 高校星歌劇 in 萬聖節 OVA3（揚羽陸）[53]

2019年
- 情色漫畫老師（獅童國光）

2021年
- Fate/Grand Carnival（巖窟王 愛德蒙·唐泰斯）

2022年
- 佐佐木與宮野（鍵浦昭[54]）※漫畫第9卷附贈動畫DVD特裝版

### 動畫電影
2013年
- AURA ～魔龍院光牙最後的戰鬥～（佐藤一郎）
- 劇場版 魔法禁書目錄 恩底彌翁的奇蹟（暗鴉7號）
- Code Geass 亡國的阿基德 第2章 被撕裂的翼龍（若望）
- 聖哥傳（便利商店店員田中）
- 甜甜圈貓（ウェッジ）

2015年
- Wake Up, Girls!（卡洛斯鴨田）
- 約會大作戰劇場版 萬由里審判（五河士道）
- High☆Speed! -Free! Starting Days-（七瀨遙）
- Code Geass 亡國的阿基德 第4章 由怨恨的記憶開始（若望）

2016年
- 你的名字。（藤井司）
- 劇場版 暗殺教室 365天的時間（二代死神）
- Code Geass 亡國的阿基德 最終章 致心愛的事物們（若望）
- 冬日的誓言 夏日的祭典 武雄的大楠（颯太）

2017年
- 劇場版 TRINITY SEVEN -悠久圖書館與鍊金術少女-（最終混沌）
- 特工次時代（フサタ）
- 劇場版 Free!-Timeless Medley-（七瀨遙）
- 特別版 Free!-Take Your Marks-（七瀨遙）
- 劇場版 黑子的籃球 LAST GAME（櫻井良）
- GO-CHAN。～莫可與珍獸森林的夥伴們～（鴨子）

2018年
- GO-CHAN。～莫可與冰上的約定～（鴨子）
- 吸血鬼僕人 -Alice in the Garden-（利希特·傑基爾蘭德·轟）

2019年
- 蠟筆小新 新婚旅行颶風～丟失的廣志～｛帥哥｝
- 劇場版 Free! -Road to the World- 夢｛七瀨遙｝
- Code Geass 復活的魯路修（沙斯提爾·齊格納）
- 蒼穹之戰神 THE BEYOND（御門零央）

2020年
- 劇場版 Fate/Grand Order -神聖圓桌領域卡美洛- 前篇 Wandering; Agateram（藤丸立香）
- 交錯的想念（山本理央）
- 順其自然的日子（田邊同學）
- 這個世界的享受方式～Secret Story Film～（愛蔵）

2021年
- 劇場版 Fate/Grand Order -神聖圓桌領域卡美洛- 後篇 Paladin; Agateram（藤丸立香）
- Fate/Grand Order -終局特異點 冠位時間神殿所羅門-（藤丸立香）
- 劇場版 Free!-the Final Stroke- 前篇（七瀨遙）
- Summer Ghost（小林涼）

2022年
- 魔法水果籃 -前奏曲-（草摩由希）
- BLUE THERMAL（倉持潤[55]）
- 劇場版 Free!-the Final Stroke- 後篇（七瀨遙）
- 阿松～希皮波族與閃耀果實～（新輕松）

2023年
- 黑色五葉草：魔法帝之劍（尤諾[56]）
- 電影 佐佐木與宮野－畢業篇－（鍵浦昭）

2024年
- 劇場版 BLUE LOCK 藍色監獄 -EPISODE 凪-（凪誠士郎[57]）

2025年
- 小林家的龍女僕 害怕孤獨的龍（阿薩德[58]）

### 網路動畫
2010年
- Starry☆Sky（同學（1）、弓道部員、弓道部員C）

2017年
- TEI老師（TEI老師[59]）

2018年
- 裝刀凱（的場慎）

2019年
- 列比乌斯 （列比乌斯·克伦威尔）
- 齊木楠雄的災難 再啟动篇（海藤瞬、河野盾）
- ZENONZARD THE ANIMATION（東蒼汰）

2020年
- 刃牙 大擂台賽篇（範馬刃牙）
- 突然降臨的埃及神（荷魯斯）

2021年
- 範馬刃牙（範馬刃牙）
- KAIJU DECODE 怪獣デコード（RAY）

2022年
- TIGER & BUNNY 2（湯瑪斯·托拉斯[60]）

2023年
- Fate/Grand Order 搞不懂的藤丸立香（藤丸立香[61]）
- GOOD NIGHT WORLD（阿阿阿阿阿／有間明日真[62]）

2024年
- 範馬刃牙 VS 拳願阿修羅（範馬刃牙[63]）
- Fate/Grand Order 搞不懂的藤丸立香 第2期（藤丸立香）

2025年
- 迪士尼 扭曲仙境 動畫版（Silver[64]）
- Fate/Grand Order 搞不懂的藤丸立香 第3期（藤丸立香）

### 遊戲
2010年
- 噬神者（玩家聲音）

2011年
- SD鋼彈G世代（孫權鋼彈）
- 世界传说 光明神话3（英雄备选语音）
- Strobe☆Mania（西城弥生）
- 真·三國無雙6（兵卒E）

2012年
- 現在就想告訴哥哥，我是妹妹！（三谷陸斗）

2013年
- 真·三國無雙7（關興）
- 真·三國無雙7 猛將傳 （關興）
- STORM LOVER 2nd（一本松大和）
- 下天之華（森蘭丸）
- Unlight（艾伯李斯特）

2014年
- 真·三國無雙7 帝王傳 （關興）
- 光明之響（悠瑪·易爾本）
- CV～CASTING VOICE～（牙龍院鏡夜）
- 魔裝咏唱：戰鬥之星（雨宮イスミ）
- 歡迎來到Pia Carrot!!系列（鈴城瞬）

2015年
- 真·三國無雙 英傑傳 （關興）
- 戀愛吧王子大人（レオナルド）
- 東京乙女餐廳（藤崎薰）
- 約會大作戰 烏托邦凜禰（五河士道）
- Mobius Final Fantasy（主角 ）
- 蒼翼默示錄系列（黑鐵直人）
- （神威（男））
- 信長之野望·天下創世（伊達政宗）
- 學園男友（渡世千里）
- CLOSERS（ハルト＝カグラギ（李世河））
- 夢王國與沉睡中的100位王子殿下（米迦勒）

2016年
- 任天堂明星大亂鬥3DS/Wii U（神威（男））※DLC角色
- GARM STRUGGLE〜狂鎖的番狗〜（皇真央）
- 7'scarlet（迦具土ヒノ）
- PsychicEmotion6（黑崎司）
- Fate/Grand Order（阿周那、巖窟王、阿周那[Alter]）
- 超級機器人大戰OG THE MOON DWELLERS（紫雲統夜）
- 陰陽師（妖狐、妖琴師）
- 闇影詩章（冥守戰士・卡穆拉）

2017年
- 刀劍神域 記憶重組（尤吉歐）
- 異度神劍2(義經)
- 美男吸血鬼-偉人的愛戀誘惑（拿破崙‧波拿巴）
- Fate/EXTELLA Link（阿周那）

2018年
- DREAM!ing（望月悠馬）
- 真·三國無雙8（關興）
- 無雙大蛇3（關興）
- 蒼之紀元（羅賓漢）
- 蒼翼默示錄：交叉組隊戰 (黑鐵直人）
- 任天堂明星大亂鬥 特別版（神威（男））

2019年
- 魔法禁书目录 幻想收束（欧雷尔斯）
- 無雙大蛇3 ultimate（關興）
- 异界锁链（阿基拉·霍华德（男））
- Fire Emblem Heroes（神威(男)、神流(男)）
- 闇影詩章 (冥守繼承者・卡穆拉）
- 執劍之刻（鴇羽）

2020年
- 约会大作战 莲反乌托邦(五河士道)
- 刀剑神域:彼岸游境(尤吉欧）
- 迪士尼扭曲仙境 (Silver）
- 闇影詩章 (疾速英雄・麥哲）
- 奧林匹亞的晚宴 (璃空）
- 寶可夢大師（亞堤）

2021年
- 戰國無雙5 (織田信長)
- 安琪莉可Luminarise (傑諾)
- 原神 （楓原萬葉）
- 明日方舟（龙舌兰)
- 白夜極光（渡）
- 真·三國無雙8 帝王傳 （關興）

2022年
- 白貓Project (儘)
- Melty Blood: TYPE LUMINA（岩窟王、藤丸立香）

2023年
- Fate/Samurai Remnant（无主Archer）
- 芙蕾德利卡（Wanderer）
- JOJO的奇妙冒险 群星之战 重制版（透龙）

### 廣播劇
- 暗殺教室（赤羽業）
- 虹色時光（片倉惠一）
- 地獄三頭犬的日常（御門千明）
- 百鍊霸主與聖約女武神（周防勇斗）

### CD

#### Drama CD
- The Epic of Zektbach Novel CD Series ～Blind Justice～（日语：The Epic of Zektbach）
- 真·女神轉生 STRANGE JOURNEY（日语：真・女神転生 STRANGE JOURNEY）

#### BLCD
- （學生）
- （學生）
- （手下）
- （二宮雪生）

#### 音樂CD
- ディア♥ヴォーカリスト （ヨシュア）

### 外語配音
- 警察世家

## 註解
1. ↑  島崎信長（島崎信長）のプロフィール[]
2. ↑  . 聲優獎執行委員會.   [2016年8月7日]. （原始内容存档于2016年8月19日） （日语）.
3. ↑  . .   [2025-07-27] （日语）.
4. ↑  . 電視動畫「高校星歌劇」（第2期）官網.   [2017-01-13]. （原始内容存档于2017-01-17） （日语）.}
5. ↑  . 漫畫Natalie. 2017-02-15  [2017-02-15]. （原始内容存档于2017-02-15） （日语）.
6. ↑  . 電視動畫「刃牙」官網.   [2018-03-15]. （原始内容存档于2021-03-13） （日语）.
7. ↑  . 電視動畫「revisions」官方網站.   [2018-07-09]. （原始内容存档于2018-07-09）.
8. ↑  . 電視動畫「魔法水果籃」官方網站.   [2018-11-20]. （原始内容存档于2020-06-12）.
9. ↑  . 電視動畫「彼方的阿斯特拉」官方網站.   [2019-05-10]. （原始内容存档于2019-05-10）.
10. ↑  . 電視動畫《佐佐木與宮野》官方網站.   [2021-12-24]. （原始内容存档于2022-06-09） （日语）.
11. ↑  . Comic Natalie. 2021-08-30  [2021-08-30]. （原始内容存档于2021-08-31） （日语）.
12. ↑  . Comic Natalie. 2021-08-28  [2021-08-28]. （原始内容存档于2021-08-29） （日语）.
13. ↑  . Comic Natalie. 2022-04-26  [2022-04-26]. （原始内容存档于2022-06-09） （日语）.
14. ↑  . Comic Natalie. 2022-08-20  [2022-08-20]. （原始内容存档于2022-09-01） （日语）.
15. ↑  . Comic Natalie. 2022-07-22  [2022-07-22]. （原始内容存档于2022-07-29） （日语）.
16. ↑  . YouTube. 2022-10-26  [2022-10-26]. （原始内容存档于2022-11-06） （日语）.
17. ↑  . Comic Natalie. 2022-08-31  [2022-08-31]. （原始内容存档于2022-09-13） （日语）.
18. ↑  . Comic Natalie. 2023-02-07  [2023-02-07]. （原始内容存档于2023-03-19） （日语）.
19. ↑  . Comic Natalie. 2023-04-02  [2022-04-02]. （原始内容存档于2023-04-08） （日语）.
20. ↑  . Comic Natalie. 2022-12-01  [2022-12-01]. （原始内容存档于2022-12-01） （日语）.
21. ↑  . Comic Natalie. 2023-06-02  [2023-06-02]. （原始内容存档于2023-06-02） （日语）.
22. ↑  . Comic Natalie. 2022-11-10  [2022-11-10]. （原始内容存档于2022-11-11） （日语）.
23. ↑  . MANTANWEB. 2023-08-25  [2023-08-25]. （原始内容存档于2023-08-30） （日语）.
24. ↑  . Comic Natalie. 2023-04-16  [2023-04-16]. （原始内容存档于2023-04-16） （日语）.
25. ↑  . Comic Natalie. 2023-11-11  [2023-11-11]. （原始内容存档于2023-11-16） （日语）.
26. ↑  . Comic Natalie. 2023-08-18  [2023-08-18]. （原始内容存档于2023-08-19） （日语）.
27. ↑  . Comic Natalie. 2023-08-01  [2023-08-01]. （原始内容存档于2023-08-02） （日语）.
28. ↑  . Comic Natalie. 2022-12-17  [2022-12-17]. （原始内容存档于2022-12-23） （日语）.
29. ↑  . Comic Natalie. 2023-11-09  [2023-11-09]. （原始内容存档于2023-11-30） （日语）.
30. ↑  . YouTube. 2023-10-18  [2023-10-18]. （原始内容存档于2023-11-23） （日语）.
31. ↑  . Comic Natalie. 2023-06-30  [2023-06-30]. （原始内容存档于2023-07-01） （日语）.
32. ↑  . Comic Natalie. 2023-12-17  [2023-12-17]. （原始内容存档于2023-12-19） （日语）.
33. ↑  . Comic Natalie. 2023-04-05  [2023-04-05]. （原始内容存档于2023-04-06） （日语）.
34. ↑  @winbre_sakura.  (推文). 2023-10-18  [2023-10-18] –Twitter （日语）.
35. ↑  . Comic Natalie. 2024-05-07  [2024-05-07]. （原始内容存档于2024-05-11） （日语）.
36. ↑  . Comic Natalie. 2024-06-18  [2024-06-18]. （原始内容存档于2024-06-18） （日语）.
37. ↑  . Comic Natalie. 2024-06-22  [2024-06-22]. （原始内容存档于2024-06-23） （日语）.
38. ↑  . Comic Natalie. 2024-01-31  [2024-01-31]. （原始内容存档于2024-02-07） （日语）.
39. ↑  . Comic Natalie. 2024-05-23  [2024-05-23] （日语）.
40. ↑  . MANTANWEB. 2024-02-14  [2024-02-14]. （原始内容存档于2024-02-25） （日语）.
41. ↑  . Comic Natalie. 2024-06-24  [2024-06-24]. （原始内容存档于2024-06-26） （日语）.
42. ↑  . MANTANWEB. 2024-11-05  [2024-11-05]. （原始内容存档于2025-01-19） （日语）.
43. ↑  . Comic Natalie. 2024-07-31  [2024-07-31]. （原始内容存档于2024-07-31） （日语）.
44. ↑  . Comic Natalie. 2025-01-31  [2025-01-31]. （原始内容存档于2025-02-10） （日语）.
45. ↑  . Comic Natalie. 2024-10-13  [2024-10-13] （日语）.
46. ↑  . PR TIMES. 2025-06-23  [2025-06-23] （日语）.
47. ↑  . Comic Natalie. 2025-07-27  [2025-07-27] （日语）.
48. ↑  . Comic Natalie. 2025-08-20  [2025-08-20] （日语）.
49. ↑  . Comic Natalie. 2025-05-15  [2025-05-15] （日语）.
50. ↑  . MANTANWEB. 2025-03-06  [2025-03-06]. （原始内容存档于2025-04-10） （日语）.
51. ↑  . Comic Natalie. 2025-08-05  [2025-08-05] （日语）.
52. ↑  . 水野美波／集英社·「虹色時光」計劃. 2016年5月20日  [2016年11月23日]. （原始内容存档于2016年9月24日） （日语）.
53. ↑  . . 2018年6月20日  [2018年11月13日]. （原始内容存档于2018年6月20日） （日语）.
54. ↑  . 電視動畫《佐佐木與宮野》官方網站.   [2021-12-24]. （原始内容存档于2022-06-09） （日语）.
55. ↑  . Comic Natalie. 2021-08-26  [2021-08-26]. （原始内容存档于2021-08-26） （日语）.
56. ↑  . Comic Natalie. 2022-10-06  [2022-10-06]. （原始内容存档于2022-10-06） （日语）.
57. ↑  . Comic Natalie. 2023-08-17  [2023-08-17] （日语）.
58. ↑  . Comic Natalie. 2025-03-23  [2025-03-23]. （原始内容存档于2025-04-01） （日语）.
59. ↑  . 漫畫Natalie. 2017-03-23  [2017-03-22]. （原始内容存档于2021-01-18） （日语）.
60. ↑  . Comic Natalie. 2022-03-12  [2022-03-12]. （原始内容存档于2022-05-20） （日语）.
61. ↑  . 「Fate/Grand Order」ANIME PROJECT 官方網站.   [2023-01-01]. （原始内容存档于2023-01-03） （日语）.
62. ↑  . Comic Natalie. 2023-07-31  [2023-07-31]. （原始内容存档于2023-08-03） （日语）.
63. ↑  . Comic Natalie. 2024-03-23  [2024-03-23]. （原始内容存档于2024-04-10） （日语）.
64. ↑  . Comic Natalie. 2025-07-24  [2025-07-24] （日语）.

## 外部連結
- （日語） 信長の野望（仮）～風雲声優編～ （页面存档备份，存于），網誌。
- （日語） 青二プロダクション　島﨑信長 （页面存档备份，存于），事務所的介紹頁。
- 島崎信長的X（前Twitter）